# Kenny Bräck
Pour les articles homonymes, voir Brack.
 (novembre 2018).
Si vous disposez d'ouvrages ou d'articles de référence ou si vous connaissez des sites web de qualité traitant du thème abordé ici, merci de compléter l'article en donnant les références utiles à sa vérifiabilité et en les liant à la section « Notes et références ».

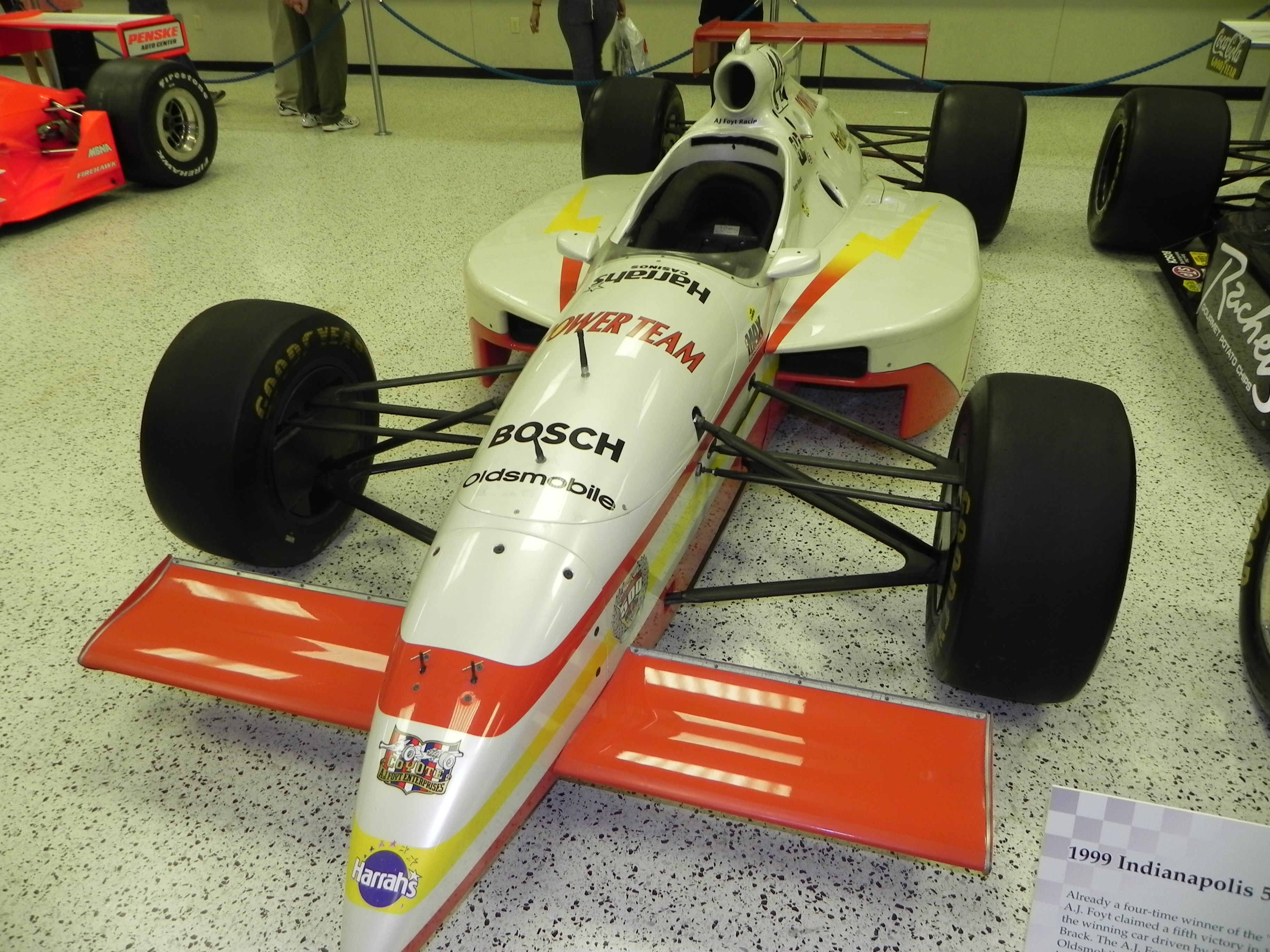
La Dallara-Aurora d'A. J. Foyt Enterprises, utilisée par Bräck pour remporter l'Indy 1999 (IMS Hall of Fame Museum).

Kenny Bräck, né le 21 mars 1966 à Arvika, est un pilote automobile suédois. Auteur d'un prometteur début de carrière en Europe, il s'est ensuite reconverti avec succès dans les courses américaines et a notamment remporté le championnat IRL en 1998 et les 500 Miles d'Indianapolis en 1999.

## Biographie
Kenny Brack a commencé sa carrière par le karting à l'âge de 13 ans. À sa majorité, il se lance dans le sport automobile et après son succès dans le championnat de Scandinavie de Clio Cup en 1992, commence à gravir les différents échelons des championnats de monoplace (Formule Ford, Formule Opel, Formule 3). Il accède au championnat international de Formule 3000 en 1994, après avoir effectué des tests en Formule 1 pour le compte de la prestigieuse écurie Williams Renault l'année précédente. 11e du championnat pour sa première saison dans la discipline, 3e en 1995, il est en lutte pour le titre en 1996, mais se fait battre par l'Allemand Jörg Müller au terme d'un final controversé à Hockenheim.
En 1996, Brack accède de nouveau à la Formule 1, là encore pour des essais. Engagé dans un premier temps par l'écurie française Ligier en tant que pilote essayeur, il rejoint au bout de quelques semaines l'écurie Arrows, suivant ainsi le même chemin que son patron Tom Walkinshaw. Fin 1996, sans débouchés en Formule 1 malgré sa belle saison en F3000, il effectue un choix de carrière surprenant en rejoignant le championnat Indy Racing League aux États-Unis. Après une première saison chez Galles Racing, il est recruté en 1998 par l'équipe d'A. J. Foyt, un homme pourtant peu réputé pour son enthousiasme à l'égard des pilotes européens. Foyt n'aura pas à regretter son choix puisque Kenny remporte le championnat en 1998, avant de s'imposer l'année suivante aux 500 Miles d'Indianapolis, la course la plus prestigieuse du calendrier,.
En 2000, Brack quitte l'IRL pour le CART, l'autre grand championnat de monoplace américain, à cette époque considéré plus relevé que l'IRL. Engagé par le Team Rahal (l'équipe de Bobby Rahal), il réalise deux belles saisons, conclues par un titre de meilleur débutant de l'année en 2000, et de vice-champion en 2001 avec quatre victoires. En 2002, il passe chez Chip Ganassi Racing, mais peine à justifier son statut de favori et réalise une saison globalement décevante, malgré une victoire en fin d'année.
En 2003, Brack quitte le CART pour revenir en IRL, et retrouve le Team Rahal. Il décroche une belle deuxième place au Japon en début de saison, mais son équipe se montre moins à son avantage durant le reste de l'année. Au mois d'octobre, sur le Texas Motor Speedway, pour la dernière course de la saison, il est victime d'un très grave accident à plus de 350 km/h : après être monté sur un pneu de la monoplace de Tomas Scheckter, il est catapulté dans les airs et sa voiture se désintègre contre les grillages de sécurité. Sorti miraculeusement vivant par les secouristes de ce qui reste de sa voiture, Il a subi de multiples fractures brisant son sternum, le fémur, brisant une vertèbre dans sa colonne vertébrale et écrasant ses chevilles,.
En juin 2004, il effectue son retour au volant d'une monoplace de l'écurie Rahal dans le cadre d'une séance d'essais privés, mais est encore trop faible pour espérer sérieusement reprendre la compétition. Son véritable retour a lieu à l'occasion des 500 Miles d'Indianapolis 2005, où il remplace Buddy Rice (qui lui-même, avait remplacé Brack chez Rahal), blessé aux vertèbres lors des premiers essais. Le Suédois crée la sensation en effectuant le tour de qualification le plus rapide du mois de mai (qui ne lui permet pas de décrocher la pole car non réalisé lors du "pole day"), mais ne peut longtemps défendre ses chances en course, victime d'une défaillance mécanique en début d'épreuve.
En 2009, il sort de sa retraite et remporte le X Games Rally au volant d'une Ford Fiesta de 450 chevaux de l'écurie Andreas Ericsson Motorsport Olsberg. 
En 2018, il est recruté par McLaren Automotive en tant que chef essayeur.

## La guitare
Kenny Bräck est également connu pour être un fervent amateur de musique, et guitariste à ses heures perdues. Il a d'ailleurs sorti son propre disque, dont des extraits sont en écoute sur son site officiel.

## Résultats détaillés

### CART
| Année | Écurie              | Châssis     | Moteur          | 1      | 2      | 3      | 4     | 5     | 6      | 7      | 8      | 9     | 10     | 11     | 12     | 13     | 14     | 15    | 16     | 17     | 18     | 19    | 20     | 21     | Classement | Points |
| ----- | ------------------- | ----------- | --------------- | ------ | ------ | ------ | ----- | ----- | ------ | ------ | ------ | ----- | ------ | ------ | ------ | ------ | ------ | ----- | ------ | ------ | ------ | ----- | ------ | ------ | ---------- | ------ |
| 2000  | Team Rahal          | Reynard 2Ki | Ford XF V8t     | MIA 18 | LBH 17 | RIO 10 | MOT 5 | NZR 3 | MIL 4  | DET 24 | POR 6  | CLE 2 | TOR 10 | MIS 22 | CHI 4  | MDO 5  | ROA 3  | VAN 9 | LS 5   | STL 11 | HOU 15 | SRF 2 | FON 13 |        | 4e         | 135    |
| 2001  | Team Rahal          | Lola B01/00 | Ford XF V8t     | MTY 5  | LBH 25 | TXS ND | NZR 2 | MOT 1 | MIL 1  | DET 9  | POR 11 | CLE 6 | TOR 20 | MIS 17 | CHI 1  | MDO 20 | ROA 14 | VAN 8 | LAU 1  | ROC 2  | HOU 7  | LS 25 | SRF 5  | FON 26 | 2e         | 163    |
| 2002  | Chip Ganassi Racing | Lola B02/00 | Toyota RV8F V8t | MTY 18 | LBH 5  | MOT 17 | MIL 8 | LS 3  | POR 15 | CHI 18 | TOR 2  | CLE 4 | VAN 18 | MDO 6  | ROA 14 | MTL 18 | DEN 7  | ROC 8 | MIA 13 | SRF 4  | FON 12 | MEX 1 |        |        | 6e         | 114    |

### 500 miles d'Indianapolis
| Année | Châssis       | Moteur               | Départ | Arrivée | Écurie                 |
| ----- | ------------- | -------------------- | ------ | ------- | ---------------------- |
| 1997  | G-Force GF01  | Oldsmobile Aurora V8 | 15     | 33      | Galles Racing          |
| 1998  | Dallara IR8   | Oldsmobile Aurora V8 | 3      | 6       | A. J. Foyt Enterprises |
| 1999  | Dallara IR9   | Oldsmobile Aurora V8 | 8      | 1       | A. J. Foyt Enterprises |
| 2002  | G-Force GF05C | Chevrolet Indy V8    | 21     | 11      | Chip Ganassi Racing    |
| 2003  | Dallara IR-03 | Honda HI3R V8        | 6      | 16      | Team Rahal             |
| 2005  | Panoz GF09C   | Honda HI5R V8        | 23     | 26      | Rahal Letterman Racing |